# Paraphlebia
Paraphlebia – rodzaj ważek z rodziny Thaumatoneuridae.

## Zasięg występowania
Rodzaj obejmuje gatunki występujące w Ameryce Centralnej i Meksyku.

## Systematyka
Rodzaj ten wprowadził w 1861 roku belgijski polityk i entomolog Edmond de Sélys Longchamps dla nowo opisanego przez siebie gatunku Paraphlebia zoe. Opis ukazał się w publikacji Synopsis of the neuroptera of North America Hermanna Augusta Hagena, opublikowanej w ramach serii Smithsonian miscellaneous collections. W 2022 roku Ortega-Salas, Jocque i González-Soriano dokonali rewizji rodzaju i opisali 11 nowych gatunków. Łącznie do Paraphlebia zaliczanych jest obecnie 15 gatunków.
Dawniej rodzaj ten był zaliczany do szeroko pojmowanej rodziny Megapodagrionidae. W 2013 roku Dijkstra et al. w oparciu o badania filogenetyczne wydzielili rodzaje Paraphlebia i Thaumatoneura do osobnej rodziny Thaumatoneuridae.

### Podział systematyczny
Do rodzaju należą następujące gatunki:
- Paraphlebia akan Ortega-Salas & González-Soriano, 2022
- Paraphlebia chaak Ortega-Salas & González-Soriano, 2022
- Paraphlebia chiarae (Ortega-Salas, 2022)
- Paraphlebia duodecima Calvert, 1901
- Paraphlebia esperanza Ortega-Salas & González-Soriano, 2022
- Paraphlebia flinti Ortega-Salas & González-Soriano, 2022
- Paraphlebia hunnal Ortega-Salas & González-Soriano, 2022
- Paraphlebia hyalina Brauer, 1871
- Paraphlebia itzamna Ortega-Salas, Jocque & González-Soriano, 2022
- Paraphlebia ixchel Ortega-Salas & González-Soriano, 2022
- Paraphlebia kauil Ortega-Salas & González-Soriano, 2022
- Paraphlebia kinich Ortega-Salas & González-Soriano, 2022
- Paraphlebia kukulkan Jocque & Ortega-Salas, 2022
- Paraphlebia quinta Calvert, 1901
- Paraphlebia zoe Selys in Hagen, 1861